# Santa Bàrbara de Sant Feliu de Buixalleu
Santa Bàrbara de Sant Feliu de Buixalleu és una església de Sant Feliu de Buixalleu (Selva) protegida com a Bé Cultural d'Interès Local.

## Descripció
Petit santuari situat en un petit promontori, a Sant Feliu de Buixalleu.
L'edifici, de planta rectangular, està cobert per una teulada a doble vessant amb un campanar d'espedanya.
A la façana on hi ha el campanar d'espedanya, hi ha una obertura cegada en arc rebaixat, amb dovelles i brancals de pedra.
En una de les façanes llargues, es troba la porta d'entrada, també en arc escarser format per dovelles, i brancals de carreus de pedra. Al costat dret hi ha una finestra espitllera molt petita feta de pedra granítica.
No hi ha més obertures a les altres façanes.
Totes les parets, excepte la paret llarga sense obertures, estan enguixades. Les cadenes cantoneres són de pedra.

## Història
Al segle xviii, a Santa Bàrbara hi havia ermitans.